# Jocotitlán (Vulkan)
Jocotitlan oder Xocotépetl ist ein Vulkan im mexikanischen Bundesstaat México. Mit seinen 3900 m, ist er eine bedeutende Erhebungen in Mexiko.

## Physikalische Aspekte
Der Jocotitlán befindet sich im Nordwesten des Bundesstaates Mexiko zwischen den Gemeinden Jocotitlán und Atlacomulco und ist Teil der neovulkanischen Achse im Becken von Toluca. Er ist ein Stratovulkan, der durch Lavaströme und Pyroklastenauswürfe entstanden ist. Die Überreste dieser Eruptionen können in zwei offenen Kratern nördlich des Gipfels beobachtet werden, wo Tezontle und Basalt vorkommen, die lokal als Baumaterial verwendet werden.
1975 wurde eine Fläche von 3701 Hektar um Jocotitlán zu Ehren des in der Region beheimateten Wissenschaftlers und Diplomaten Isidro Fabela (1882–1964) als Naturschutzgebiet mit dem Namen „Isidro Fabela Nationalpark“ ausgewiesen. Damit wurde vor allem versucht, den Vulkan vor Abholzung zu schützen und dem Bau weiterer Funkantennen zu verhindern, von denen mehrere bereits an verschiedenen Stellen des Vulkans zu finden sind.
Wie ein Großteil der Berggebiete Mexikos ist der Xocotépetl von einem subtropischen Nadelwald bedeckt. Es handelt sich um einen Mischwald mit überwiegend Pinien und Steineichen. Im Wald leben diverse einheimische Säugetiere, wie der Kojote, das Mittelamerikanische Katzenfrett, der Tlacuache und der Graufuchs.

## Toponymie und kulturelle Bedeutung
Der offizielle und gebräuchlichste Name, den der Vulkan trägt, ist der von Jocotitlán, der Stadt am Fuße des Vulkans. Dieser Begriff stammt von Nahuatl xocotl, „bittersüße Frucht“ und -titlan, „Ort zwischen“: „Ort zwischen bittersüßen Früchten“. Der alternative Name Xocotépetl hat einen ähnlichen Ursprung (xocotl; tepētl, „Berg“: „Berg von bittersüßen Früchten“). Umgangssprachlich wird er auch als «Cerro Viejo» oder «Cerro de Joco» bezeichnet.
Andere Ortschaften in der Region haben ihre eigenen Namen für den Berg. Die Mazahuas nannten ihn Nguemore, „heiliger Berg“. In der Otomí-Mythologie war der Vulkan auch eine alte Stadt und taucht in einigen seiner Legenden als Partner des Nevado de Toluca auf. Die Otomí nannten ihn Gumidi, „der auf seinem Kopf sitzt“.
Im präkolumbischen Mexiko war der Vulkan der Ort der Verehrung von Otontecuhtli, dem Hauptgott der Otomis, der auch dem Volk der Nahua als Gott des Feuers mit dem Namen Xiuhteuctli bekannt war. Auf 3670 Metern über dem Meeresspiegel befindet sich eine Kapelle, die San Antonio gewidmet ist. Diese ist wahrscheinlich die höchstgelegene Kapelle des Landes.

## Vulkanische Aktivität
Der Jocotitlán wurde früher als erloschener Vulkan betrachtet, aber in den 1990er Jahren wurden Beweise für mindestens zwei Eruptionen in den letzten 10 000 Jahren entdeckt. Ein Beweis sind die zahlreichen sogenannten „Vulkane“, eine Reihe von Schlackenkegeln, die sich in der Nähe befinden. Daher wird der Xocotépetl derzeit als potenziell aktiver Vulkan eingestuft, der im Falle eines Ausbruchs in den Ballungsräumen Toluca und Mexiko-Stadt, zwei der am dichtesten besiedelten Ballungsräume des Landes, Chaos anrichten könnte.

## Bergsteigen
Der Xocotepetl kann leicht von den Orten Jocotitlán und La Providencia bestiegen werden. Es führt außerdem eine kurvenreiche unbefestigte Straße mit einer Länge von 19 km und einem Höhenunterschied von mehr als 1000 Metern nach oben.